# Neoitamus coquillettii
Neoitamus coquillettii là một loài ruồi trong họ Asilidae. Neoitamus coquillettii được Hine miêu tả năm 1909. Loài này phân bố ở vùng Tân Bắc giới.